# 中国人民解放军海军装备部
中国人民解放军海军装备部，位于北京市，是中国人民解放军海军机关职能部门，负责中国人民解放军海军装备工作。

## 沿革
1950年4月，中国人民解放军海军领导机关成立。1950年中期，根据苏联总顾问向海军领导提出的建议，在海军机关设海军造船部。1952年9月6日，中央军委批准组建海军舰船修造部、海军军械部，直属海军机关。1959年1月组建海军技术部（10月9日成立，后来演变成为海军装备技术部导弹部）。1961年5月，整合原来的舰艇和军械订货监造部门，组建为海军装备订货监造部、海军装备修理部。1963年5月，海军装备订货监造部、海军装备修理部、海军装备技术部整合组建为海军装备部。文革期间，1969年11月海军装备部撤销，海军装备部下属的订货部、修理部、军械部等二级部转隶海军后勤部，并且海军司令部设造船工业科研领导小组办公室。后来，修理部门改归中国人民解放军总后勤部统一管理。1974年，恢复海军装备工作，组建海军装备技术部，归海军后勤部领导。1983年，海军装备修理部归口海军管理，1985年，再次组建海军装备修理部、海军装备技术部，为海军直属机关。1998年10月，以海军装备修理部、海军装备技术部、海军司令部装备计划部、海军后勤部军械部、海军航空兵科装部门等合并组建为海军装备部，1999年3月9日正式成立。
2016年改革前，海军装备部归口管理或统一管理下列部门及其人员：海军驻工厂、科研院所、地区军事代表；装备论证研究院所、部分学术机构；装备试验基地、场站；各舰队基地装备保障系统单位；装备维修厂、所；院校科研学术机构。
2016年，在深化国防和军队改革中，调整组建新的中国人民解放军海军装备部。广州培训部并入海军装备部驻广州军代局，上海培训部移交海军装备部驻上海军代局，海军第一职工中等专业学校暂时移交由海军第四八一二工厂代为管理，海军职工大学下一步可能移交由海军第四八一〇工厂管理。

## 机构设置
- 综合计划局[4]
- 科研订购局
- 试验监管局
- 信息系统局[5]
- 潜艇装备局

……
海军军事代表局
- 海军驻北京地区军事代表局
  - 驻北京地区第五军事代表室
- 海军驻上海地区军事代表局[6]
  - 驻上海地区第二军事代表室
  - 驻上海地区第四军事代表室[7]
  - 驻上海地区第六军事代表室[7]
  - 驻上海地区第七军事代表室[7]
  - 驻上海地区第十军事代表室
  - 驻杭州地区军事代表室
- 海军驻广州地区军事代表局[8]
- 海军驻天津地区军事代表局[9]
- 海军驻沈阳地区军事代表局[10]
  - 驻葫芦岛地区军事代表室
- 海军驻重庆地区军事代表局[11]
- 海军驻西安地区军事代表局[12]
  - 驻成都地区第三军事代表室
- 海军驻武汉地区军事代表局
  - 驻南昌地区军事代表室
  - 驻长沙地区军事代表室

……
直属单位
- 海军职工大学
- 海军第一职工中等专业学校

## 历任领导
中国人民解放军海军造船部部长
1. 刘义（1950年11月—1951年4月）
2. 林真（1951年4月—1952年9月）[13]

| 中国人民解放军海军舰船修造部部长 1. 林真 大校（1952年9月—1961年7月） | 中国人民解放军海军舰船修造部政治委员 1. 于笑虹 大校（1952年—？） 2. 李登嵩 大校（？—1960年） 3. 杨超时（？—？） |

| 中国人民解放军海军军械部部长 1. 张宜步 大校（1952年—？） 2. 苟元书 大校（？—？，代理） 3. 苟元书 大校（？—1961年） | 中国人民解放军海军军械部政治委员 1. 许兴文 大校（1952年9月—1957年8月） |

| 中国人民解放军海军技术部部长 1. 赵晓舟 少将（1959年10月—1963年5月） | 中国人民解放军海军技术部政治委员 1. 杨怀珠 少将（1959年10月—1963年5月） |

| 中国人民解放军海军装备订货监造部部长 1. 苟元书 大校（1961年10月—1963年5月） | 中国人民解放军海军装备订货监造部政治委员 1. 李友白（1961年—1963年5月） |

| 中国人民解放军海军装备修理部部长 1. 马千（马鸿志） 大校（1961年10月—1963年7月） | 中国人民解放军海军装备修理部政治委员 1. 吴英诚 大校（1961年—1963年） |

| 中国人民解放军海军装备部部长 1. 林真 少将（1963年8月—1964年5月） 2. 赵晓舟 少将（1964年6月—1967年1月） | 中国人民解放军海军装备部政治委员 1. 赵晓舟 少将（1963年—1964年6月） 2. 李友白 大校（1964年—？） |

中国人民解放军海军装备技术办公室主任
| 中国人民解放军海军装备技术部部长 1. 赵晓舟（1976年10月—1978年5月） 2. 李友白（1978年10月—1983年8月） 3. 陈右铭（1983年8月—1985年8月） 4. 郑明 海军少将（1985年8月—1994年4月） 5. 高世良 海军少将（1993年12月—1998年10月） | 中国人民解放军海军装备技术部政治委员 1. 袁意奋（1977年8月—1983年） 2. 范维纲（？—？） 3. 张鼎铭 海军少将（1990年7月—？） |

中国人民解放军海军装备修理部部长
1. 王建英（1985年8月—？）[31]
2. 魏柏长 海军少将（？—？）
3. 孟庆宁 海军少将（？—？）
4. 王季县 海军少将（？—？）[32]
5. 吴起生 海军少将（1992年4月—1992年12月）
6. 伏崇玉 海军少将（1992年12月—1998年10月）[33][34][35]

| 中国人民解放军海军装备部部长 1. 金矛 海军少将（1999年3月—2005年，2002年起为海军副司令员兼） 2. 李长江 海军少将（2005年11月—2009年11月） 3. 蒋伟烈 海军少将（2010年2月—2010年11月） 4. 胡毓浩 海军少将（2010年12月—2014年12月） 5. 王建国 海军少将（2014年12月—2018年1月） 6. 周煦明 海军少将（2018年1月—2022年6月） 7. 王红理 海军少将（2022年6月—） | 中国人民解放军海军装备部政治委员 1. 黄代培 海军少将（1999年3月—2002年11月） 2. 朱瑞云 海军少将（2002年11月—2005年12月） 3. 王登平 海军少将（2005年12月—2009年12月） 4. 金克 海军少将（2009年—2012年3月） 5. 汪建新 海军少将（2012年—2013年12月） 6. 厉延明 海军少将（2013年12月—2018年4月） 7. 杨志亮 海军少将（2018年4月—2019年12月） |

| 中国人民解放军海军装备部副部长 - 李新南 海军少将（1999年3月—2004年12月） - 陶景顺 海军少将（1999年7月—2002年7月） - 李长江 海军少将（2000年—2005年11月） - 耿广生 海军少将（2000年—2005年11月） - 戴学才 海军少将（2001年—2007年） - 朱全华 海军少将（？—？） - 赵登平 海军少将（2004年12月—2014年） - 金晓湘 海军少将（2005年10月—2006年12月） - 冷振庆 海军少将（2005年12月—2010年） - 王长江 海军少将（2006年—2009年） - 宋学 海军少将（2009年—2012年） - 孟涛 海军少将（2010年—2012年） - 吴仿春 海军少将（2010年—2015年） - 王建国 海军少将（2011年—2014年12月） - 魏刚 海军少将（2013年—2016年） - 李春宏 海军少将（2014年—） - 张海波 海军少将（2014年—2015年3月） - 高云海 海军少将（2014年—） - 冯占国 海军少将（2015年—） | 中国人民解放军海军装备部总工程师 - 张士华（1997年5月—2001年5月） - 李方来 海军少将（？—？） - 曹东沈 海军少将（？—2003年） - 赵登平（2003年—2004年12月） - 徐法宽 海军少将（？—？） - 胡毓浩 海军少将（2006年1月—2010年） - 董玉臣 海军少将（？—2009年） - 王建国 海军少将（2009年—2011年） - 吴仿春 海军大校（2009年—2010年） - 李春宏 海军大校（2011年—2014年） - 高云海（2014年—2014年） - 冯占国 海军大校（2014年—2015年） - 王小平 海军大校（2015年—） |